# Heßdorf
Heßdorf – miejscowość i gmina w Niemczech, w kraju związkowym Bawaria, w rejencji Środkowa Frankonia, w regionie Industrieregion Mittelfranken, w powiecie Erlangen-Höchstadt, siedziba wspólnoty administracyjnej Heßdorf. Leży około 8 km na północny zachód od Erlangen, przy autostradzie A3 (zjazd 81; Erlangen West).

## Dzielnice
W skład gminy wchodzą następujące dzielnice: Hannberg, Dannberg, Klebheim, Niederlindach, Röhrach, Hesselberg, Mittelmembach, Untermembach i Obermembach.

## Polityka
Rada gminy składa się z 16 osób:
|      | CSU | SPD | Wolna Wspólnota Wyborców | Razem     |
| 2002 | 9   | 3   | 4                        | 16 miejsc |